# Henryk Próchniewicz
Henryk Próchniewicz (ur. 11 grudnia 1928, zm. 23 maja 2013) – polski wojskowy, działacz społeczny na rzecz bezpieczeństwa ruchu drogowego, publicysta, autor licznych podręczników dla kierowców, wieloletni skarbnik Fundacji "Zapobieganie wypadkom drogowym". 
Służył w jednostkach samochodowych LWP, posiadał stopień pułkownika. Był działaczem Ligi Obrony Kraju.
Pochowany na Cmentarzu Północnym w Warszawie, kwatera: S-III-7